# Крансак
Кранса́к (фр. и окс. Cransac) — коммуна во Франции, находится в регионе Окситания. Департамент — Аверон. Входит в состав кантона Обен. Округ коммуны — Вильфранш-де-Руэрг.
Код INSEE коммуны — 12083.
Коммуна расположена приблизительно в 490 км к югу от Парижа, в 125 км северо-восточнее Тулузы, в 31 км к северо-западу от Родеза.

## Население
Население коммуны на 2008 год составляло 1681 человек.
| 1962 | 1968 | 1975 | 1982 | 1990 | 1999 | 2008 |
| ---- | ---- | ---- | ---- | ---- | ---- | ---- |
| 2356 | 3244 | 2870 | 2520 | 2180 | 1821 | 1681 |

## Экономика
В 2007 году среди 951 человека в трудоспособном возрасте (15—64 лет) 566 были экономически активными, 385 — неактивными (показатель активности — 59,5 %, в 1999 году было 61,8 %). Из 566 активных работали 472 человека (251 мужчина и 221 женщина), безработных было 94 (52 мужчины и 42 женщины). Среди 385 неактивных 73 человека были учениками или студентами, 147 — пенсионерами, 165 были неактивными по другим причинам.

## Фотогалерея

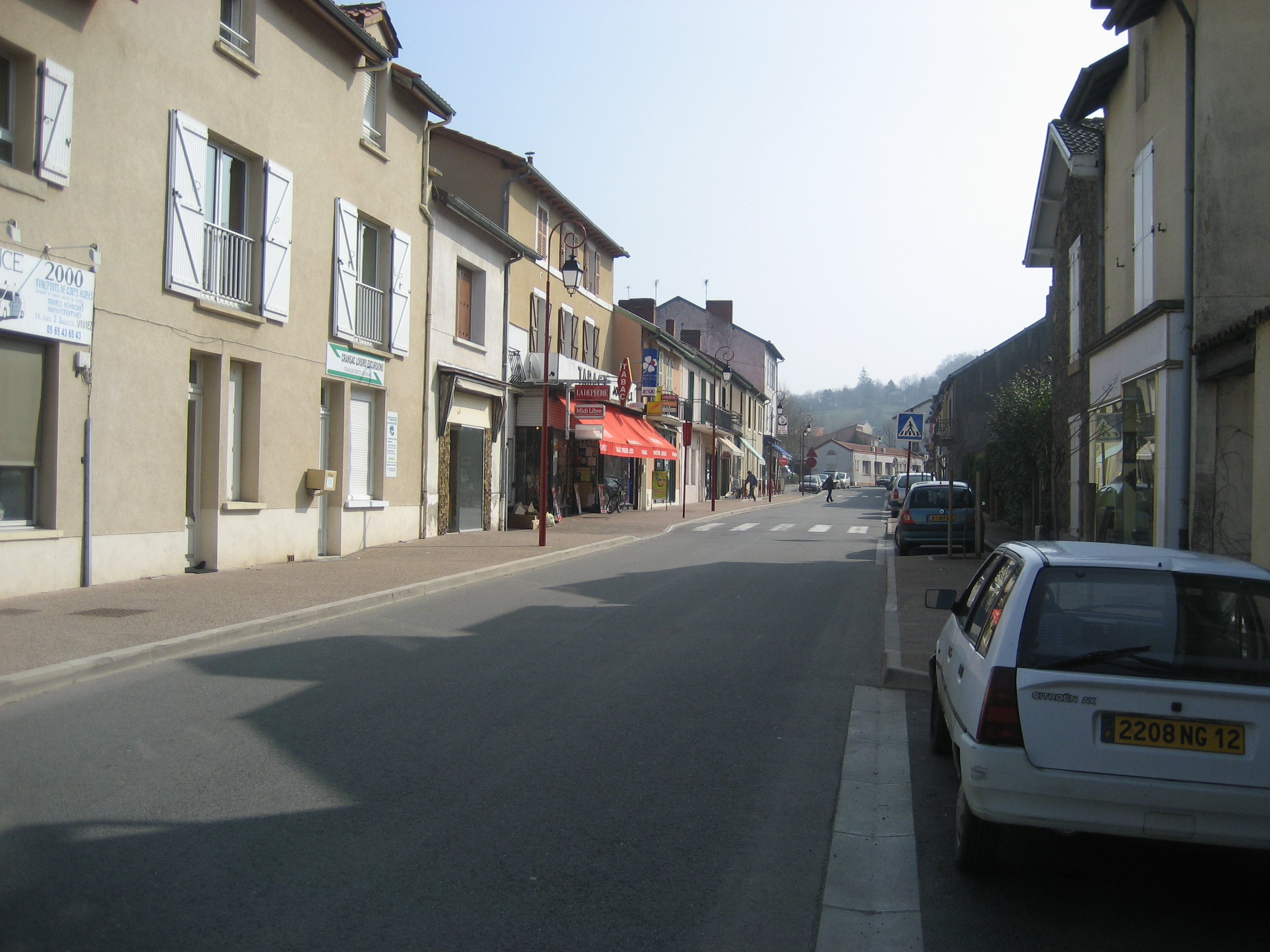
Крансак
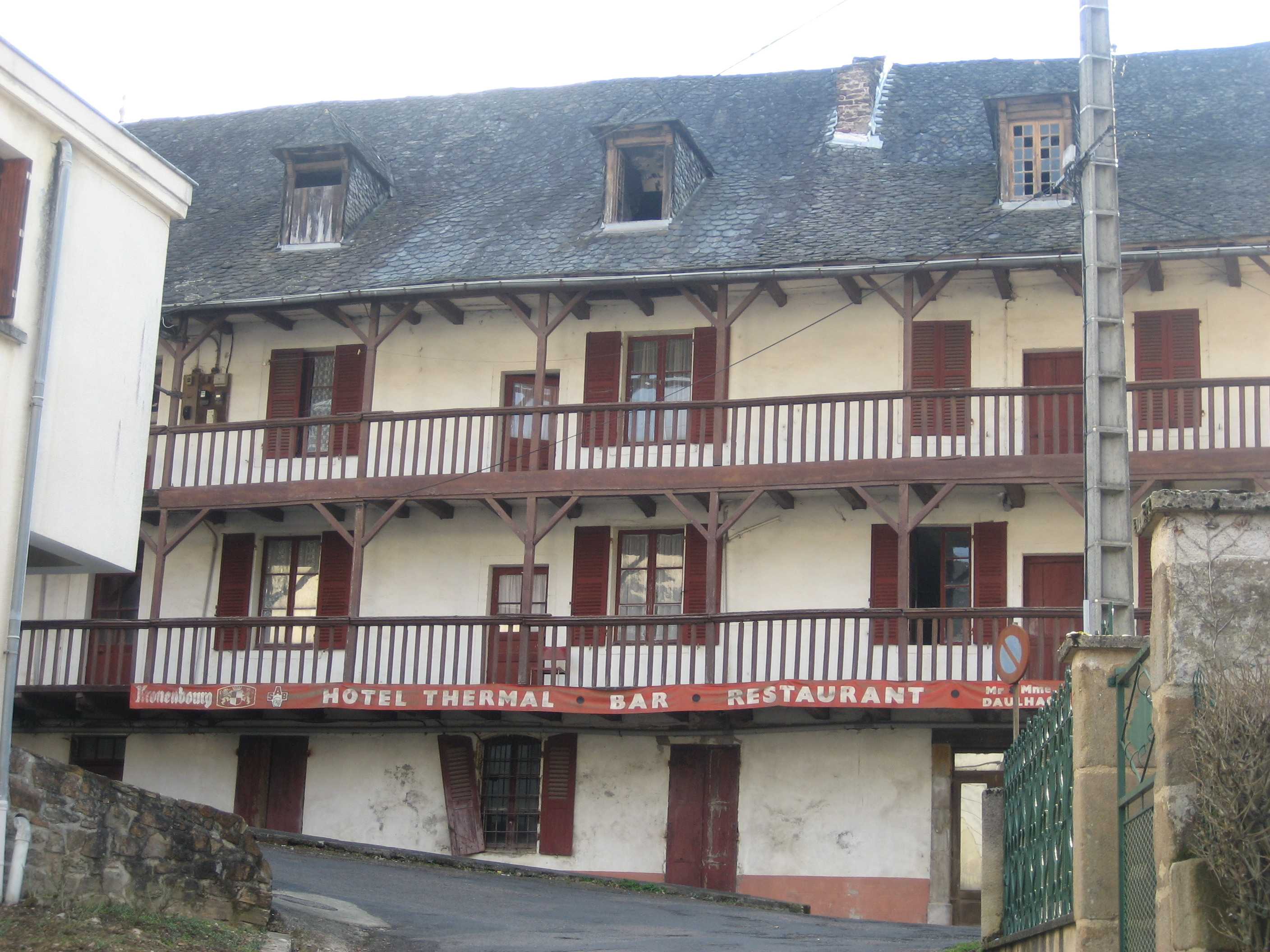
Отель «Рок»
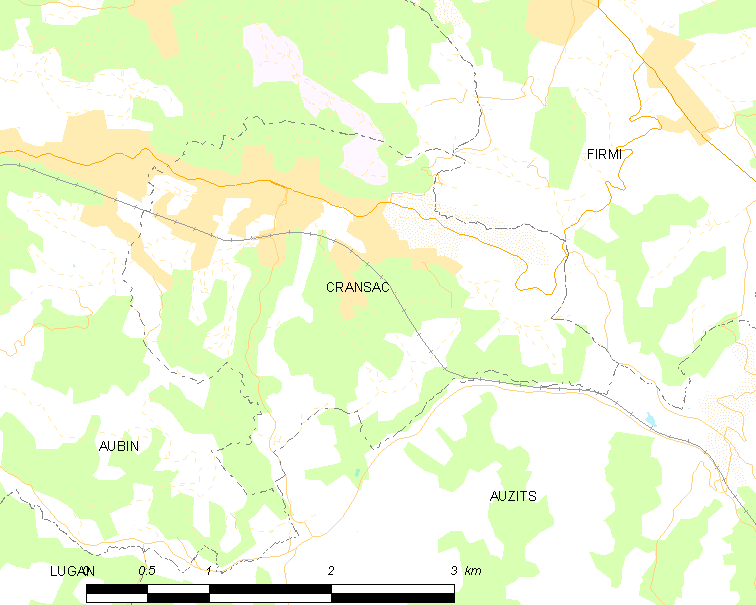
Карта коммуны